# Reprezentacja Kornwalii w piłce nożnej mężczyzn
Reprezentacja Kornwalii w piłce nożnej – zespół piłkarski, reprezentujący angielską krainę geograficzno-historyczną - Kornwalię. Drużyna nie należy do FIFA ani UEFA.

## Mecze międzynarodowe
- Kornwalia -  Trynidad i Tobago 3:6
- Kornwalia -  Trynidad i Tobago 2:4
- Kornwalia -  Trynidad i Tobago 1:1
- Kornwalia -  Guernsey 6:1
- Kornwalia -  Guernsey 1:2
- Kornwalia -  Guernsey 1:1
- Kornwalia -  Jersey 3:0
- Kornwalia -  Jersey 1:0
- Kornwalia -  Jersey 4:1
- Kornwalia -  Jersey 3:2